# Sliden (KM & Jandro)
Sliden is een lied van de Nederlandse rappers KM en Jandro. Het werd in 2022 als single uitgebracht.

## Achtergrond
Sliden is geschreven door Alejandro Hak en Kaene Marica en geproduceerd door Wavey en Vanno. Het is een nummer dat past in de genres nederhop en trap.  In het lied rappen de artiesten over dat ze veel geld hebben en waar ze het aan uitgeven. 
Het is niet de eerste keer dat de twee artiesten met elkaar samenwerken. Behalve dat ze beiden onderdeel zijn van rapformatie SFB, werkten ze als solo-artiesten ook samen op Long things. Ze herhaalden de samenwerking na Sliden nogmaals op February stories.

## Hitnoteringen
De artiesten hadden bescheiden succes met het lied in Nederland. Het stond op de zeventigste plaats van de Single Top 100 in de enige week dat het in deze hitlijst te vinden was. De Top 40 en haar Tipparade werden niet bereikt.